# Philibert Verdure
Philibert Florent Verdure (Bergen, 15 september 1857 - 27 juli 1939) was een Belgisch volksvertegenwoordiger.

## Levensloop
Verdure was journalist. Hij werd verkozen in 1926 tot gemeenteraadslid van Bergen.
In 1918 werd hij socialistisch volksvertegenwoordiger voor het arrondissement Bergen in opvolging van de tijdens de oorlog overleden Arthur Bastien en dit tot in 1919. In 1924 werd hij opnieuw volksvertegenwoordiger in opvolging van de overleden Camille Moury en vervulde dit mandaat tot in 1932.